# Колчин, Антон Андреевич
Антон Андреевич Колчин (5 ноября 1985) — российский футболист, защитник.
Воспитанник ОСДЮШОР «Балтика» Калининград. Начинал карьеру в любительских клубах Калининграда «Балтика-Стройкомплект» (2001), «Балтика-2» (2002—2004), ОСДЮШОР «Балтика» (2003), «Балтик Плюс» (2004), «Рыбпорт» (2004). Во втором дивизионе России играл за «Псков-2000» (2005), «Балтику» (2005), «Амур» Благовещенск (2006). В 2007 году в составе казахстанского «Энергетика-2» Павлодар вышел в премьер-лигу, где в следующем году провёл 11 матчей, забил три гола. Летом перешёл в «Локомотив» Минск, за который сыграл пять матчей в чемпионате Белоруссии.
Окончил РГУ им. Канта (2007).